# Batalla de Lens
La batalla de Lens (20 d'agost de 1648) va ser una victòria francesa obtinguda per Lluís II de Borbó, príncep de Condé, sobre l'exèrcit espanyol manat per l'arxiduc Leopold en la Guerra dels Trenta Anys (1618-1648). Va ser l'última gran batalla de la guerra.
Lens és avui dia una ciutat fortificada a la regió de Nord - Pas de Calais, de França. La ciutat va ser capturada pels francesos en 1647. A mesura que França va començar a patir una rebel·lió de la noblesa contra el govern del cardenal Mazarino, coneguda com la Fronda, els espanyols van veure l'oportunitat de reprendre Lens i possiblement guanyar terreny. El príncep de Condé es va apressar a acudir des de Catalunya a Flandes i es va reunir precipitadament un exèrcit amb tropes de Xampanya, Lorena i París.
L'exèrcit francès estava compost de setze mil homes (més de la meitat eren de cavalleria) i divuit canons, mentre que l'espanyol constava de divuit mil homes (també més de la meitat de cavalleria) i trenta-vuit canons. Els exèrcits es van detenir, però els espanyols estaven en terreny alt i Condé va decidir no atacar. A mesura que els francesos es retiraven, la cavalleria espanyola va lliurar una escaramussa amb la rereguarda francesa i el combat es va estendre fins que els dos exèrcits es van ficar sencerament en lluita. La infanteria espanyola va repel·lir els francesos, trencant el regiment de les Gardes Françaises, però la superior cavalleria francesa va ser capaç de derrotar la cavalleria italiana dels terços i envoltar el centre.
L'any 1648 van tenir lloc dos esdeveniments polítics relacionats amb la batalla de Lens, però amb resultats oposats. El primer va causar un enduriment de l'actitud de la monarquia cap als parlaments, donant lloc a una confrontació inicial a París i una lluita que va perdurar. No obstant, la victòria francesa va suposar també la fi de la Guerra dels Trenta Anys, encara que no el conflicte entre Espanya i França, que s'allargarà fins a l'any 1659. Les forces de Turena, Wrangel i Königsmarkestab amenaçaven Viena i Praga; Ferran II d'Habsburg es va aliar amb Maximilià per l'interès comú en la pau, i Felip IV havia perdut la seva armada. Així les coses, Ferran II no va tenir una altra opció que demanar la pau. Va fer una proposta per aconseguir la pau amb França a Münster i Osnabrück. (Des de 1641, s'havien portat converses per acordar la pau entre França i l'Imperi a Münster i Osnabrück). Els acords finals de pau varen ser signats el 24 d'octubre de 1648 (Pau de Westfàlia) i posaven fi a la Guerra dels Trenta Anys. La guerra entre França i Espanya, però, no s'acabaria fins al Tractat dels Pirineus el 7 de novembre de 1659.
Al final, la victòria francesa va perdre rellevància a causa d'esdeveniments ocorreguts en altres llocs, pel fracàs d'Ana d'Àustria en assegurar la regència de França durant la minoria d'edat de Lluís XIV, i perquè a França esclatà poc després una guerra civil (la Fronda) donant a Espanya la possibilitat de recuperar-se. El Te Deum en Notre-Dame en agraïment per la batalla va acabar en un disturbi; això va causar serioses confrontacions que van donar lloc a una revolta. El gener de 1649, Lluís XIV i els seus ministres van haver d'escapar de París.